# Strongylosoma physkon
Strongylosoma physkon är en mångfotingart som beskrevs av Carl Graf Attems 1898. Strongylosoma physkon ingår i släktet Strongylosoma och familjen orangeridubbelfotingar. Inga underarter finns listade i Catalogue of Life.